# علی جهاندار
علی جهاندار (زادهٔ ۱۳۲۷ در روستای شمام، شهرستان رودبار)، ردیف‌دان و خوانندهٔ موسیقی سنتی ایرانی است.

## زندگی
علی جهاندار، در سال ۱۳۲۷ در روستای شمام از توابع رستم‌آباد شهرستان رودبار به دنیا آمد.

### کودکی
شغل اصلی مردم آن منطقه کشاورزی و دامداری بود او بیشتر زمان کودکی اش را صرف کمک به خانواده می‌کرد. او علاقه اش به موسیقی را اینچنین بیان می‌کند: از کودکی به هر صدای خوشی توجه می‌کردم خواه این صدای آبشار یا زنگوله‌ای می‌بود. کم‌کم به نی محلی علاقه پیدا کردم و ازآن لذت می‌بردم و برای خود دنیایی را ساخته بودم که با دنیای دیگر همبازی‌هایم متفاوت بود در آن زمان هیچ وسیله ارتباطی نبود و هیچ‌کس در آن منطقه با آواهای موسیقیایی آشنایی نداشت.

### نوجوانی
دوران نوجوانی ایشان از کار در کارگاه سدسازی سد سیاهرود آغاز گشت.
مدتی را در آن‌جا مشغول بود و به پیشرفت‌های قابل ملاحظه‌ای دست یافت، که منجر شد مراحل کاری را به سرعت طی کند. در سن ۱۹ سالگی ازدواج نمود و پس از مدتی به پیش‌نهاد یکی از پیمان‌کاران به اهواز رفت. در آن‌جا پیمان‌کار قسمتی از پروژه هفت تپه اهواز بود، ولی برای این‌که نزدیک به اداره فرهنگ و هنر اهواز باشد، خانه‌ای استیجاری در اهواز انتخاب کرد تا شاید از این طریق به آواز که یکی از علاقه‌های ذاتی‌اش بود، بپردازد. برحسب اتفاق رئیس اداره فرهنگ و هنر اهواز صاحب‌خانه منزلشان بود. ماجرا از این قرار بود که جهاندار که یک شب در حال آوازخواندن در منزل بود، صاحب‌خانه می‌آید و از ایشان می‌پرسد که شما می‌خواندید؟ جهاندار که فکر می‌کرد ایشان از آواز خواندنش شاکی شده، پاسخ می‌دهد که بله، من می‌خوندم. صاحب‌خانه هم می‌گوید که شما خیلی خوب و منظم می‌خوانید. بنده رئیس اداره فرهنگ و هنر اهواز هستم. اگر مایلید به آن‌جا بیایید تا بیشتر آشنا شویم. سپس در یکی از مراسماتی که به همت اداره فرهنگ و هنر برگزار شد، جهاندار به عنوان خواننده آن مرکز معرفی می‌شود.
شهرام میرجلالی نوازنده تار و عود نیز در سن ۱۲ سالگی در آن گروه عضویت داشت. زمانی که برای پروژه نیروگاه رامین به اصفهان رفت (بعد از انقلاب) برادر علی‌رضا افتخاری همکار ایشان بود، که مسبب آشنایی ایشان با علی‌رضا افتخاری می‌شود. سال ۶۲ بود که ایشان نزد محمدرضا شجریان رسیدند. زمینه این آشنایی را محمد موسوی فراهم کرده بود.

## دوران هنری
سال ۱۳۶۲ توسط محمد موسوی به محمدرضا شجریان معرفی می‌شود و از سال ۱۳۶۲ تا ۱۳۷۱ نزد ایشان به تحصیل آواز مشغول بوده و در این مدت تمام پروژه‌های عمرانی که در آن کار می‌کرد را رها نمود. جهاندار پس از حضور در کلاس آواز محمدرضا شجریان با پرویز مشکاتیان آشنا می‌شود و به واسطه ارتباط نزدیک و صمیمی شکل گرفته بین ایشان، با نظر محمدرضا شجریان نخستین کاست رسمی خود را به آهنگسازی مشکاتیان و اجرای گروه عارف روانه بازار کرد.
وی از سال ۱۳۷۰ کارگاه‌های تخصصی آواز در سراسر کشور برگزار می‌کند.

## شاگردان
محمد اصفهانی بخشی از موسیقی ایرانی را با بهره‌مندی از استاد محمدرضا شجریان و شاگرد مبرزش علی جهاندار فراگرفته است.

### آلبوم‌ها
در حال حاضر علی جهاندار به آموزش آواز می‌پردازد و هم‌چنین در حال تهیه اثری است که ردیف‌های آوازی را آموزش می‌دهد. آثار پیشین او عبارتند از:
- صبح مشتاقان - سال ۶۸ - در ابوعطا -آهنگ‌سازی پرویز مشکاتیان: این آلبوم به زعم بسیاری از کارشناسان این حوزه یکی از بهترین‌های آن دهه بود. در این آلبوم که در ابوعطا اجرا شده‌است، جهاندار به خوبی از عهده آوازهای آن برآمده و با این که شیوه شجریان در این اثر به چشم می‌خورد، ولی صدای او معرف آواز منحصر به خود اوست.
- نقش پندار - آهنگ‌سازی سعید فرجپوری: جهاندار پس از قطع همکاری با مشکاتیان نقش پندار را روانه بازار کرد که بسیار آلبوم موفقی بود، سپس به درازناکی، سال‌ها روزه سکوت گرفت و هیچ اثری را تا سال ۸۷ وارد بازار نکرد.
- دختر گل‌فروش - سال ۸۷ - آهنگ‌سازی حسن کسایی: در سال ۱۳۶۳ جهاندار با کسایی آشنا می‌شود، ولی از سال ۱۳۷۳ به بعد همکاریشان بیشتر می‌شود. در این سال‌ها جهاندار نزد کسایی ردیف‌های موسیقی را کار می‌کرد و در بیشتر محافل ادبی با ایشان بود و در آن جا آواز می‌خواند. آلبوم دختر گل‌فروش با فرمی دیگراز موسیقی سنتی که حاصل نگاه نو استاد کسایی می‌باشد ساخته گردیده‌است. جهاندار این اثر را در محدوده صدای بم خوانده‌است و شهرام میرجلالی نیز در این اثر تار نوازی ومحمود رفیعیان با تنبک همراهی کرده‌است.
- ساکن جان - سال ۸۷ - آهنگ‌سازی حسین پرنیا: با حضور میرجلالی بود. آلبوم ساکن جان حال و هوای متفاوتی با دختر گل فروش و صورتگر نقاش دارد. جهاندار اثر دیگری را نیز با پرنیا برای مرکز موسیقی و سرود صدا و سیما به مناسبت بزرگ‌داشت صائب تبریزی اجرا کرده‌است که هنوز وارد بازار نشده‌است. در حال حاضر علی جهاندار به آموزش آواز می‌پردازد و همچنین در حال تهیه اثری هستند که ردیف‌های آوازی را آموزش می‌دهد.
- صورتگر نقاش - سال ۸۷ - آهنگ‌سازی محمدجواد ضرابیان: با حضور میرجلالی بود.
- آلبوم سعدی خوانی (وشتن): کاری است با آهنگسازی پیمان سلطانی در این اثر تعدادی از غزلیات سعدی ابتدا به صورت آواز با همراهی ارکستر شنیده می‌شود. آوازها توسط پنج پیشکسوتِ هنر آواز ایرانی خوانده شده‌است. علی اصغر شاه زیدی، محسن کرامتی، مظفر شفیعی، علی جهاندار و حمیدرضا نوربخش اشعار سعدی را به زیبایی اجرا کرده‌اند. در بخش دوم نیز اشعار توسط نقاش نامی آیدین آغداشلو و بر روی بستر موسیقی دکلمه شده‌است. نوا و صدای ساز حاج قربان سلیمانی در بخش‌هایی از کار شنیده می‌شود که در سال ۱۳۹۵ منتشر شد.[۳]

- جهاندار اثر دیگری را نیز با پرنیا برای مرکز موسیقی و سرود صدا و سیما به مناسبت بزرگ‌داشت صائب تبریزی اجرا کرده‌است که هنوز وارد بازار نشده‌است.